# نووی اورکاراخ
نووی اورکاراخ (به لاتین: Novy Urkarakh) یک منطقهٔ مسکونی در روسیه است که در شهرستان داخادایفسکی واقع شده‌است.